# Teater Giljotin

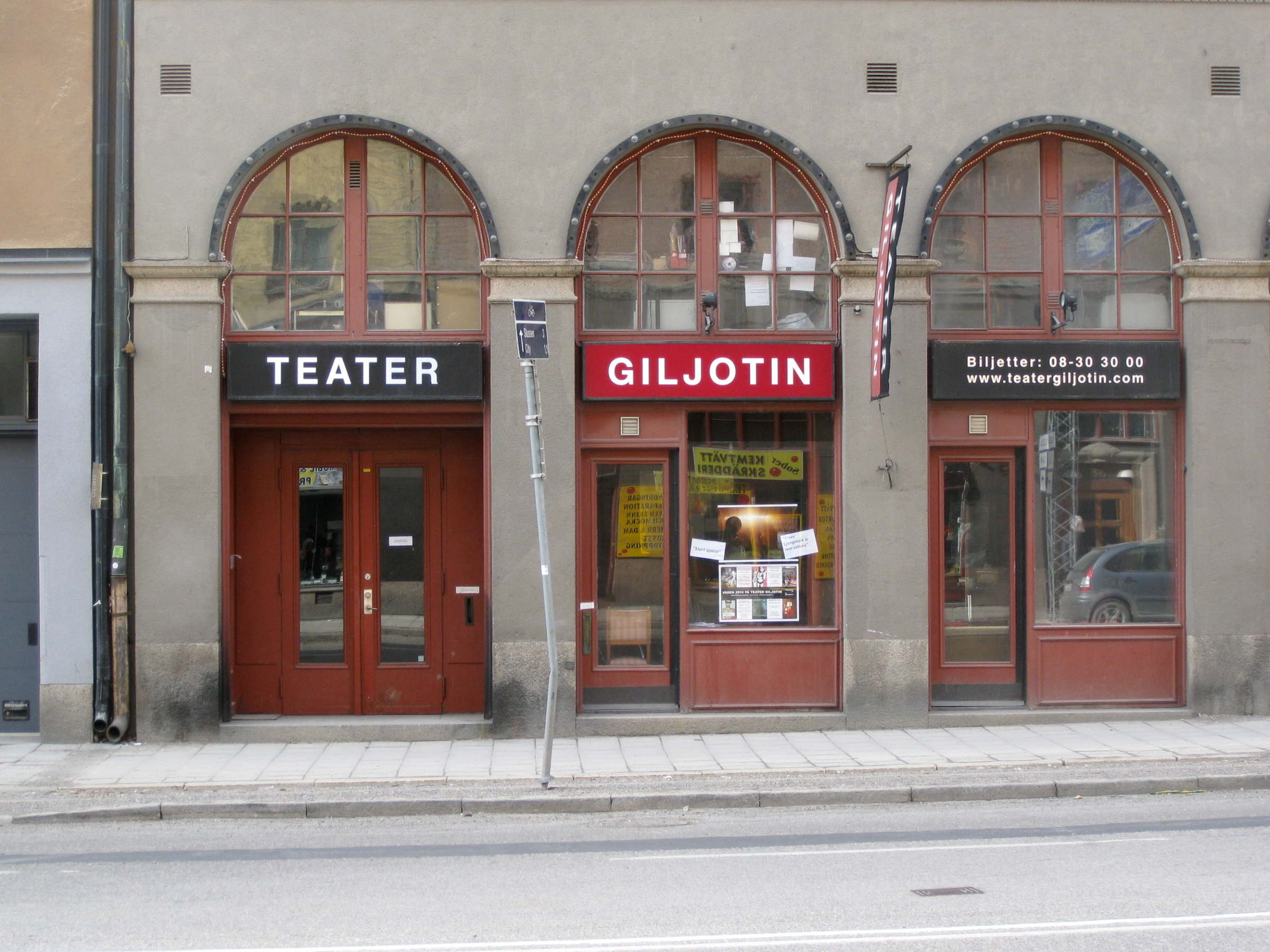
Teater Giljotin vid Torsgatan

Teater Giljotin startades 1989 av regissören Kia Berglund och kompositören Rikard Borggård i Stockholm. Från början huserade teatern i en källarlokal vid Odenplan men flyttade sedan in i Pistolteaterns lokaler på Torsgatan 41. 
Sedan starten 1989 har teatern upptäckt nya och tidigare ospelade dramatiker. Jon Fosse, Sarah Kane, Lars Norén och Inger Edelfeldt är några de arbetat med under åren.